# 黒田村 (三重県)
黒田村（くろだむら）は三重県河芸郡にあった村。現在の津市河芸町の西部、伊勢鉄道伊勢線・河芸駅の北西一帯にあたる。

## 地理
- 河川：田中川、三行川

## 歴史
- 1889年（明治22年）4月1日 - 町村制の施行により、奄芸郡北黒田村・三行村・浜田村・赤部村・南黒田村・高佐村の区域をもって発足。
- 1896年（明治29年）4月1日 - 所属郡が河芸郡に変更。
- 1954年（昭和29年）10月15日 - 豊津村・上野村と合併して河芸町が発足。同日黒田村廃止。

## 交通

### 鉄道路線
現在は旧村域に伊勢鉄道伊勢線の河芸駅が所在するが、当時は未開業。

## 著名な出身者
- 米倉守（美術評論家）